# آرتور روبینشتاین

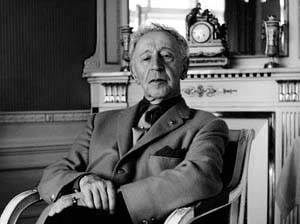
آرتور روبینشتاین در ۱۹۶۳

آرتور روبینشتاین (به لهستانی: Artur Rubinstein) (۲۸ ژانویهٔ ۱۸۸۷ – ۲۰ دسامبر ۱۹۸۲) نوازنده پیانو لهستانی–آمریکایی بود. او نه تنها در زمان حیاتش یکی از نوابغ نوازندگی پیانو بود بلکه هم‌اکنون نیز او را به‌عنوان یکی از بزرگترین نوازندگان مطرح آثار شوپن می‌شناسند. روبنشتاین بیش از ۲۰۰ اثر ضبط نمود. وی در ۱۹۷۶ میلادی نشان آزادی آمریکا را دریافت کرد. به عقیده بسیاری او یکی از برترین نوازندگان پیانو در تاریخ به‌شمار می‌رود

## زندگی

### سال‌های آغازین
روبینشتاین از سه سالگی به آموختن موسیقی پرداخت. هفت ساله بود که برای نخستین بار در انظار عموم به اجرا پرداخت. در نه سالگی به برلین رفت و زیر نظر کارل هینریش بارث آموزش دید. در سال ۱۹۰۰ زمانی که ۱۳ سال داشت برای نخستین بار با فیلارمونیک برلین به اجرای زنده پرداخت. در ۱۹۰۶ نخستین اجرای زنده‌اش در آمریکا را همراه با ارکستر فیلادلفیا در تالار کارنگی به نمایش گذارد اما به دلیل جوانیش بازخورد سردی دریافت کرد. روبنشتاین که به هشت زبان مسلط بود، در طول جنگ جهانی اول در لندن به عنوان مترجم نظامی مشغول به کار شد. او در آنجا همراه با نوازنده ویلن، اوژن ایزایی به اجرا پرداخت.

### سال‌های میانی
روبینشتاین از ۱۹۱۶ تا ۱۹۱۸ به اسپانیا و آمریکای جنوبی سفر کرد و با معرفی آثار مانوئل د فایا، ایساک آلبنیس و انریکه گرانادس احساسات حضار را برانگیخت. در ۱۹۱۹ بار دیگر به آمریکا سفر کرد. او در دهه ۱۹۲۰ میلادی شهرت و اعتباری جهانی کسب نمود. در ۱۹۳۲ ازدواج کرد و تصمیم گرفت که هنرش را مورد کاوش قرار دهد. او روزی ۱۲ تا ۱۶ ساعت به تمرین پرداخت و تکنیک یکتایش را نظم بخشید. در ۱۹۳۶ بار دیگر به ایالات متحده آمریکا بازگشت و در تالار کارنگی اجرا نمود. اینبار اما حضار او را مانند یک نابغه مورد ستایش قرار دادند.

### اوج فعالیت حرفه‌ای
روبینشتاین در سال‌های بعد به عنوان هنرمندی معتبر مطرح ماند. تعداد زیادی از اجراهایش شامل اجراهایی از آهنگسازان برجسته قرن‌های ۱۸ و ۱۹ مانند موتسارت، بتهوون و شوپن ضبط شدند. همچنین آثاری از آهنگسازان قرن بیستمی مانند آلبنیس، موریس راول و ایگور استراوینسکی. روبنشتاین در جنگ جهانی دوم به آمریکا رفت و در ۱۹۴۶ اقامت آن کشور را دریافت کرد. او شخصیتی شوخ و برون‌گرا داشت اما بر روی صحنه بسیار جدی بود. او خودزندگی‌نامه دوجلدی «سال‌های جوانیم» و «سال‌های بسیارم» را به ترتیب در ۱۹۷۳ و ۱۹۸۰ نوشت.

## فیلم‌شناسی
آرتور روبینشتاین – عشق به زندگی